# Bruno Barbieri - 4 hotel
Bruno Barbieri - 4 hotel, anche noto semplicemente come 4 hotel, è un programma televisivo italiano di genere reality, in onda dal 2018 in prima serata su Sky Uno e Now e condotto dallo chef Bruno Barbieri. Dal 2019 è ripetutamente replicato, come molte produzioni Sky, su TV8.

## Programma
Il programma è uno spin-off del format Alessandro Borghese - 4 ristoranti in cui a sfidarsi tra loro non sono più ristoranti ma strutture alberghiere, appartenenti a una stessa categoria commerciale e in una stessa area geografica. Ognuno dei titolari dei quattro hotel, a turno, ospita per un giorno ed una notte presso il proprio albergo gli altri tre colleghi e Barbieri. Gli albergatori valutano con dei voti da 0 a 10 la location, i servizi, le camere, i prezzi e dalla quarta edizione anche la qualità della colazione.
Al confronto finale verranno svelati i voti dei partecipanti al programma. Anche Barbieri assegna il proprio voto a ciascuna struttura, voto che non viene svelato al confronto e che può confermare oppure rivoluzionare la classifica risultante dal voto degli albergatori. Dopo il confronto per la proclamazione del vincitore, a differenza di 4 Ristoranti dove i concorrenti devono raggiungere il conduttore Alessandro Borghese in auto che li aspetta davanti al ristorante del vincitore, in 4 Hotel per scoprire il nome del vincitore ogni concorrente aspetta davanti al proprio hotel l'auto di 4 Hotel, in cui viaggia Barbieri, per scoprire se il voto dello chef ha confermato o meno i loro giudizi. Il vincitore si aggiudica un premio di € 5.000 da investire nella propria attività. Nelle stagioni più recenti sono stati vinti anche altri premi a fini promozionali: un buono di € 4.000 in prodotti Daikin per il condizionamento e la purificazione dell'aria e l'aggiunta di una smart-room, una camera interamente tecnologica. Dalla quinta edizione, Bruno Barbieri assegna ad una struttura alberghiera a sua scelta un bollino verde per l'ecologia e l'eliminazione della plastica.

## Edizioni
| Stagione | Conduzione     | Episodi | Messa in onda     | Messa in onda     | Emittenti | Emittenti | Emittenti |
| Stagione | Conduzione     | Episodi | Inizio            | Fine              | Prima TV  | Prima TV  | Repliche  |
| -------- | -------------- | ------- | ----------------- | ----------------- | --------- | --------- | --------- |
| 1ª       | Bruno Barbieri | 6       | 27 marzo 2018     | 1º maggio 2018    | Sky Uno   | Now       | TV8       |
| 2ª       | Bruno Barbieri | 8       | 6 giugno 2019     | 25 luglio 2019    | Sky Uno   | Now       | TV8       |
| 3ª       | Bruno Barbieri | 8       | 1º settembre 2020 | 20 ottobre 2020   | Sky Uno   | Now       | TV8       |
| 4ª       | Bruno Barbieri | 8       | 13 maggio 2021    | 8 luglio 2021     | Sky Uno   | Now       | TV8       |
| 5ª       | Bruno Barbieri | 8       | 30 giugno 2022    | 25 settembre 2022 | Sky Uno   | Now       | TV8       |
| 6ª       | Bruno Barbieri | 8       | 18 maggio 2023    | 6 luglio 2023     | Sky Uno   | Now       | TV8       |
| 7ª       | Bruno Barbieri | 8       | 8 settembre 2024  | 27 ottobre 2024   | Sky Uno   | Now       | TV8       |

### Prima edizione (2018)
| n. | Location | Tema                                                                           | Data           | Hotel                                                         | Hotel                                                   | Hotel                                              | Hotel                                      |
| n. | Location | Tema                                                                           | Data           | 1º                                                            | 2º                                                      | 3º                                                 | 4º                                         |
| -- | -------- | ------------------------------------------------------------------------------ | -------------- | ------------------------------------------------------------- | ------------------------------------------------------- | -------------------------------------------------- | ------------------------------------------ |
| 1  | Trentino | Tra Val di Fassa e Val di Fiemme - Trentino innevato                           | 27 marzo 2018  | Active Hotel Olympic (Olympic SPA Hotel) Tot. Punti/Voti: 111 | Berghotel Miramonti Tot. Punti/Voti: 101                | Hotel Ciarnadoi Tot. Punti/Voti: 92                | Hotel La Grotta Tot. Punti/Voti: 89        |
| 2  | Milano   | Città del design, della moda e del business                                    | 3 aprile 2018  | Hotel Milano Scala Tot. Punti/Voti: 87                        | Klima Hotel Tot. Punti/Voti: 86                         | Palazzo Segreti Boutique Hotel Tot. Punti/Voti: 86 | Nu Hotel Tot. Punti/Voti: 70               |
| 3  | Firenze  | Boutique hotel - Museo a cielo aperto                                          | 10 aprile 2018 | AdAstra B&B Tot. Punti/Voti 103                               | Palazzo Castri 1874 Tot. Punti/Voti 102                 | Grand Amore Hotel & Spa Tot.nPunti/Voti 92         | Home Florence Hotel Tot. Punti/Voti 87     |
| 4  | Langhe   | Dimore storiche - tra i borghi millenari, le colline e turismo enogastronomico | 17 aprile 2018 | Hotel I Somaschi Tot. Punti/Voti 105                          | Duchessa Margherita Chateau & Hotel Tot. Punti/Voti 103 | Antico Borgo Hotel Tot. Punti/Voti 95              | Casaforte Alba in Langa Tot. Punti/Voti 88 |
| 5  | Napoli   | Dimore storiche - miglior hotel Partenopeo                                     | 24 aprile 2018 | Santa Chiara Boutique Hotel Tot. Punti/Voti 90                | Relais sul Mare Tot. Punti/Voti 89                      | La Ciliegina Lifestyle Hotel Tot. Punti/Voti 79    | Neapolitan Trips B&B Tot. Punti/Voti 79    |
| 6  | Romagna  | Nella terra del divertimento e dell'ospitalità - miglior hotel Romagnolo       | 1º maggio 2018 | San Giovanni Relais Tot. Punti/Voti 107                       | Hotel Atlantic Tot. Punti/Voti 105                      | Riviera Golf Resort Tot. Punti/Voti 92             | Oxygen Lifestyle Hotel Tot. Punti/Voti 88  |

### Seconda edizione (2019)
| n. | Location   | Tema                                                                                     | Data           | Hotel                                              | Hotel                                                    | Hotel                                                  | Hotel                                     |
| n. | Location   | Tema                                                                                     | Data           | 1º                                                 | 2º                                                       | 3º                                                     | 4º                                        |
| -- | ---------- | ---------------------------------------------------------------------------------------- | -------------- | -------------------------------------------------- | -------------------------------------------------------- | ------------------------------------------------------ | ----------------------------------------- |
| 1  | Puglia     | Alla scoperta di masserie e trulli                                                       | 6 giugno 2019  | Masseria Le Torri Tot. Punti/Voti: 106             | Masseria Alchimia Tot. Punti/Voti: 100                   | Trulli Holiday Tot. Punti/Voti: 90                     | B&B Dei Serafini Tot. Punti/Voti: 88      |
| 2  | Torino     | 4 hotel differenti, con una diversa filosofia dell'accoglienza                           | 13 giugno 2019 | Palazzo Del Carretto Tot. Punti/Voti: 96           | Villa Erre B&B Tot. Punti/Voti 95                        | AllegroItalia Golden Palace Tot. Punti/Voti: 90        | Cascina San Vito Tot. Punti/Voti: 83      |
| 3  | Liguria    | 4 hotel di 4 tipologie diverse tutti sulla riviera di levante - miglior hotel vista mare | 20 giugno 2019 | Villa Riviera Tot. Punti/Voti 98                   | Locanda del Parco Portofino Tot. Punti/Voti 97           | Villa Pagoda Tot. Punti/Voti: 94                       | Hotel Astoria Tot. Punti/Voti: 92         |
| 4  | Roma       | 4 hotel differenti per tipologia - miglior hotel della capitale                          | 27 giugno 2019 | VOI Donna Camilla Savelli Tot. Punti/Voti: 106     | HT6 Tot. Punti/Voti: 103                                 | YellowSquare Tot. Punti/Voti 101                       | iRooms Tot. Punti/Voti: 88                |
| 5  | Valtellina | Tra Bormio e Livigno - miglior hotel della Valtellina                                    | 4 luglio 2019  | Hotel Spöl Tot. Punti/Voti: 109                    | Hotel Baita Montana Tot. Punti/Voti: 99                  | Sottovento Luxury Hospitality Tot. Punti/Voti: 92      | Hotel Lac Salin Tot.Punti/Voti: 88        |
| 6  | Umbria     | 4 hotel differenti per tipologia - miglior hotel della regione                           | 11 luglio 2019 | Nikis Resort Tot.Punti/Voti: 101                   | Castello di Petroia Relais Tot.Punti/Voti: 98            | Il Cantico della Natura Eco Resort Tot. Punti/Voti: 96 | Borgo Sant'Angelo B&B Tot. Punti/Voti: 94 |
| 7  | Catania    | 4 hotel con una diversa filosofia dell'accoglienza - miglior hotel della città           | 18 luglio 2019 | Donna Carmela Boutique Resort Tot. Punti/Voti: 104 | Palazzo Marletta Luxury House Hotel Tot. Punti/Voti: 100 | Ramo d'Aria Tot. Punti/Voti: 90                        | Airone City Hotel Tot. Punti/Voti: 76     |
| 8  | Verona     | 4 hotel tra il centro città e la campagna - miglior hotel della città                    | 25 luglio 2019 | Boutique Hotel Trieste Tot. Punti/Voti: 101        | Relais I Tamasotti Tot. Punti/Voti: 94                   | Hotel Villa Malaspina Tot. Punti/Voti: 87              | Locanda al Vescovo Tot. Punti/Voti: 79    |

### Terza edizione (2020)
| n. | Location                                  | Tema                                                                                     | Data              | Hotel                                              | Hotel                                          | Hotel                                            | Hotel                                                   |
| n. | Location                                  | Tema                                                                                     | Data              | 1º                                                 | 2º                                             | 3º                                               | 4º                                                      |
| -- | ----------------------------------------- | ---------------------------------------------------------------------------------------- | ----------------- | -------------------------------------------------- | ---------------------------------------------- | ------------------------------------------------ | ------------------------------------------------------- |
| 1  | Versilia                                  | Il miglior hotel della Versilia                                                          | 1º settembre 2020 | Hotel Residence Esplanade Tot.Punti/Voti 95        | Hotel Villa La Bianca Tot.Punti/Voti 93        | Hotel Bijou Tot.Punti/Voti 91                    | Corte Rodeschi Relais Tot.Punti/Voti 89                 |
| 2  | Marche                                    | 4 hotel differenti per tipologia - miglior hotel della regione                           | 8 settembre 2020  | Ortopì Country Canapa House Tot.Punti/Voti 99      | Numa Hotel Tot.Punti/Voti 98                   | Wabi Sabi Culture Centre Tot.Punti/Voti 97       | Girasole Eco Family Village Tot.Punti/Voti 97           |
| 3  | Lago di Garda                             | 4 hotel differenti per tipologia - miglior hotel del Benaco                              | 15 settembre 2020 | Splendido Bay Luxury Spa Resort Tot.Punti/Voti 100 | Solho Hotel Tot.Punti/Voti 95                  | Du Lac et Du Parc Grand Resort Tot.Punti/Voti 94 | Romantik Boutique Hotel Villa Sostaga Tot.Punti/Voti 89 |
| 4  | Costiera amalfitana e Costiera sorrentina | Il miglior hotel delle Costiere Amalfitana e Sorrentina                                  | 22 settembre 2020 | Art Hotel Marmorata Tot.Punti/Voti 100             | Villa Alba d'Oro Tot.Punti/Voti 99             | DieciSedici Tot.Punti/Voti 99                    | Palazzo del Barone Relais Tot.Punti/Voti 96             |
| 5  | Chianti                                   | Dimore storiche, tra le colline e il turismo enogastronomico - miglior hotel del Chianti | 29 settembre 2020 | Hotel Villa La Palagina Tot.Punti/Voti 113         | Borgo Casa al Vento Tot.Punti/Voti 103         | Villa I Barronci Resort & Spa Tot.Punti/Voti 103 | Villa San Sanino Relais Tot.Punti/Voti 100              |
| 6  | Val Rendena                               | Tra Madonna di Campiglio e Caderzone Terme - miglior hotel della Val Rendena             | 6 ottobre 2020    | Hotel Crozzon Tot.Punti/Voti 104                   | Cerana Relax Hotel Tot.Punti/Voti 103          | Maso del Brenta Tot.Punti/Voti 99                | Hotel Chalet del Brenta Tot.Punti/Voti 91               |
| 7  | Tuscia                                    | Dimore storiche - miglior hotel della Tuscia                                             | 13 ottobre 2020   | Antico Borgo di Sutri Tot.Punti/Voti 100           | Castello di Proceno Tot.Punti/Voti 99          | Residenza Palazzo Fortuna Tot.Punti/Voti 88      | Palace Hotel Relais Falisco Tot.Punti/Voti 81           |
| 8  | Palermo                                   | 4 hotel tra il centro storico e il mare - miglior hotel della città                      | 20 ottobre 2020   | Tersane IV Tot.Punti/Voti 106                      | Unìco Boutique Hotel d'Arte Tot.Punti/Voti 104 | Palermo Gallery Tot.Punti/Voti 98                | Casa Nostra Boutique Hotel Tot.Punti/Voti 98            |

### Quarta edizione (2021)
| n. | Location            | Tema                                                              | Data           | Hotel                                      | Hotel                                                     | Hotel                                       | Hotel                                        |
| n. | Location            | Tema                                                              | Data           | 1º                                         | 2º                                                        | 3º                                          | 4º                                           |
| -- | ------------------- | ----------------------------------------------------------------- | -------------- | ------------------------------------------ | --------------------------------------------------------- | ------------------------------------------- | -------------------------------------------- |
| 1  | Venezia             | Tra San Marco e Canal Grande - miglior hotel della città          | 13 maggio 2021 | Palazzo Barbarigo Tot.Punti/Voti 131       | Savoia & Jolanda Tot.Punti/Voti 130                       | Ca' dei Conti Tot.Punti/Voti 129            | Carnival Palace Tot.Punti/Voti 120           |
| 2  | Toscana             | Dimore storiche - miglior hotel della regione                     | 20 maggio 2021 | Villa Le Fontanelle Tot.Punti/Voti 148     | Locanda dei Logi Tot.Punti/Voti 147                       | Castello di Tornano Tot.Punti/Voti 133      | Torre dei Belforti Tot.Punti/Voti 124        |
| 3  | Alto Adige/Südtirol | 4 hotel differenti per tipologia - miglior hotel dell'Alto Adige  | 3 giugno 2021  | Imperial Art Tot.Punti/Voti 144            | Odles Lodge Tot.Punti/Voti 137                            | Paradiso Pure Living Tot.Punti/Voti 136     | Castel Hörtenberg Tot.Punti/Voti 131         |
| 4  | Milano              | 4 hotel differenti per tipologia - miglior hotel della città      | 10 giugno 2021 | Lafavia Tot.Punti/Voti 132                 | Grand Hostels Coconut Tot.Punti/Voti 123                  | Ostelzzz Tot.Punti/Voti 119                 | Un posto a Milano Tot.Punti/Voti 116         |
| 5  | Lecce               | 4 hotel differenti per tipologia- miglior B&b della città         | 17 giugno 2021 | Mantatelurè Tot.Punti/Voti 127             | Vico dei Bolognesi per Palazzo Personè Tot.Punti/Voti 121 | Amatè suite and rooms Tot.Punti/Voti 111    | Palazzo Guido Tot.Punti/Voti 104             |
| 6  | Maremma             | 4 hotel differenti per tipologia- miglior glamping del territorio | 24 giugno 2021 | Podere Prataccio Tot.Punti/Voti 141        | Be Vedetta Tot.Punti/Voti 138                             | Tenuta Poggio Rosso Tot.Punti/Voti 135      | Camping Village Rocchette Tot.Punti/Voti 131 |
| 7  | Costa dei Trabocchi | 4 hotel differenti per tipologia - miglior hotel del territorio   | 1º luglio 2021 | La Chiave dei Trabocchi Tot.Punti/Voti 137 | Borgo Baccile Tot.Punti/Voti 128                          | Le Dimore Corte Rossetti Tot.Punti/Voti 123 | Residenza Amblingh Tot.Punti/Voti 112        |
| 8  | Basilicata          | 4 hotel differenti per tipologia - miglior hotel della regione    | 8 luglio 2021  | MH Matera Hotel Tot. Punti/Voti 136        | Palazzo del Duca Tot. Punti/Voti 128                      | Hotel San Vincenzo Tot Punti/Voti 126       | Borgo San Gaetano Tot. Punti/Voti 121        |

### Quinta edizione (2022)
| n. | Location                   | Tema                                                          | Data              | Hotel                                    | Hotel                                       | Hotel                                          | Hotel                                        |
| n. | Location                   | Tema                                                          | Data              | 1º                                       | 2º                                          | 3º                                             | 4º                                           |
| -- | -------------------------- | ------------------------------------------------------------- | ----------------- | ---------------------------------------- | ------------------------------------------- | ---------------------------------------------- | -------------------------------------------- |
| 1  | Val di Noto                | Miglior hotel                                                 | 30 giugno 2022    | Hotel Villa Giulia Tot.Punti/Voti 127    | AD 1768 Tot.Punti/Voti 126                  | Algilà Ortigia Charme Hotel Tot.Punti/Voti 125 | Caportigia Boutique Hotel Tot.Punti/Voti 122 |
| 2  | Roma                       | 4 Boutique Hotel particolari - Miglior hotel del centro città | 7 luglio 2022     | Condominio Monti Tot.Punti/Voti 122      | Hotel De' Ricci Tot.Punti/Voti 115          | Elle Boutique Hotel Tot.Punti/Voti 114         | Hotel Stendhal Tot.Punti/Voti 114            |
| 3  | Marche e Romagna           | Miglior Bike Hotel                                            | 14 luglio 2022    | Ca' Virginia Tot.Punti/Voti 129          | Hotel Dory Tot.Punti/Voti 127               | Lungomare Hotel Tot.Punti/Voti 121             | Hotel Marinella 85 Tot.Punti/Voti 118        |
| 4  | Isola d'Ischia             | Miglior hotel termale dell'Isola d'Ischia                     | 21 luglio 2022    | Casa Celestino Tot.Punti/Voti 120        | Hotel La Madonnina Tot.Punti/Voti 119       | Punta Chiarito Resort Tot.Punti/Voti 118       | Hotel Hermitage Tot.Punti/Voti 114           |
| 5  | Molise                     | Miglior hotel                                                 | 4 settembre 2022  | Palazzo Cannavina Tot.Punti/Voti 124     | Borgotufi Tot.Punti/Voti 123                | Antica Dimora Isernia Tot.Punti/Voti 121       | L'Ulivo Bianco Tot.Punti/Voti 120            |
| 6  | Calabria - Costa degli Dei | Miglior hotel della Costa degli Dei                           | 11 settembre 2022 | Palazzo Mottola Tot.Punti/Voti 116       | Il Borghetto Tot.Punti/Voti 115             | Hotel Porto Pirgos Tot.Punti/Voti 103          | Santa Chiara Tot.Punti/Voti 89               |
| 7  | Bologna e i suoi colli     | 4 hotel tra il centro città e i colli bolognesi               | 18 settembre 2022 | Casa Isolani Tot.Punti/Voti 129          | Locanda dei Cinque Cerri Tot.Punti/Voti 126 | Casa Fluò relais Tot.Punti/Voti 126            | Villa Savioli Tot.Punti/Voti 122             |
| 8  | Valle d'Aosta              | Miglior hotel                                                 | 25 settembre 2022 | Au Charmant Petit Lac Tot.Punti/Voti 130 | Bergman Mountain Hotel Tot.Punti/Voti 124   | Re delle Alpi Tot.Punti/Voti 124               | Le Massif Tot.Punti/Voti 115                 |

### Sesta edizione (2023)
| n. | Location  | Tema                                        | Data           | Hotel                                        | Hotel                                           | Hotel                                     | Hotel                                        |
| n. | Location  | Tema                                        | Data           | 1º                                           | 2º                                              | 3º                                        | 4º                                           |
| -- | --------- | ------------------------------------------- | -------------- | -------------------------------------------- | ----------------------------------------------- | ----------------------------------------- | -------------------------------------------- |
| 1  | Marrakech | Miglior hotel Riad in Marocco               | 18 maggio 2023 | Riad Golfame Tot.Punti/Voti 142              | Riad El Arco Tot.Punti/Voti 141                 | Riad K Tot.Punti/Voti 138                 | Riad Les Ammonites Tot.Punti/Voti 137        |
| 2  | Firenze   | Miglior hotel di Firenze                    | 25 maggio 2023 | 4F Boutique Hotel Tot.Punti/Voti 123         | Hotel Lungarno Vespucci 50 Tot.Punti/Voti 120   | Casa Howard Tot.Punti/Voti 119            | Hotel Orto de' Medici Tot.Punti/Voti 118     |
| 3  | Romagna   | Miglior hotel pet friendly della Romagna    | 1º giugno 2023 | The Box Hotel Tot.Punti/Voti 146             | Hotel Principe Tot.Punti/Voti 145               | B&B Mon Pays Tot.Punti/Voti 125           | Sovrana Hotel & SPA Tot.Punti/Voti 110       |
| 4  | Trieste   | Miglior hotel di Trieste                    | 8 giugno 2023  | Victoria Hotel Letterario Tot.Punti/Voti 121 | Urban Hotel Design Tot.Punti/Voti 120           | YouMe Tot.Punti/Voti 120                  | Hotel Città di Parenzo Tot.Punti/Voti 110    |
| 5  | Malta     | Miglior hotel di lusso a Malta              | 15 giugno 2023 | 66 Saint Paul's Tot.Punti/Voti 136           | Iniala Harbour House Tot.Punti/Voti 133         | The Xara Palace Tot.Punti/Voti 128        | Cugò Gran Macina Tot.Punti/Voti 114          |
| 6  | Umbria    | Dimore storiche - Miglior hotel dell'Umbria | 22 giugno 2023 | Relais Todini Tot.Punti/Voti 131             | Posta Donini 1579 Tot.Punti/Voti 120            | La Dimora dell'Artista Tot.Punti/Voti 117 | Borgo Castello Panicaglia Tot.Punti/Voti 117 |
| 7  | Milano    | Miglior cascina lombarda                    | 29 giugno 2023 | Oasi Galbusera Bianca Tot.Punti/Voti 142     | Azienda Agricola La Botanica Tot.Punti/Voti 141 | Agriturismo La Galizia Tot.Punti/Voti 132 | Agriturismo La Camilla Tot.Punti/Voti 121    |
| 8  | Carnia    | Miglior albergo diffuso della Carnia        | 6 luglio 2023  | Borgo Soandri Tot.Punti/Voti 147             | Zoncolan Tot.Punti/Voti 142                     | Sauris Tot.Punti/Voti 140                 | Comeglians Tot.Punti/Voti 140                |

### Settima edizione (2024)
| n. | Location                   | Tema                                                                 | Data              | Hotel                                                      | Hotel                                              | Hotel                                        | Hotel                                                          |
| n. | Location                   | Tema                                                                 | Data              | 1º                                                         | 2º                                                 | 3º                                           | 4º                                                             |
| -- | -------------------------- | -------------------------------------------------------------------- | ----------------- | ---------------------------------------------------------- | -------------------------------------------------- | -------------------------------------------- | -------------------------------------------------------------- |
| 1  | Sardegna                   | Miglior hotel nella Sardegna del sud                                 | 8 settembre 2024  | Nora Club Hotel & Spa Tot.Punti/Voti 118                   | Capo Blu Boutique Hotel Tot.Punti/Voti 116         | Stele di Nora Hotel & Spa Tot.Punti/Voti 111 | Rurale & Spa Orti di Nora Tot.Punti/Voti 110                   |
| 2  | Genova                     | Miglior hotel della città                                            | 15 settembre 2024 | Astoria Tot.Punti/Voti 125                                 | Il Giardino di Albaro Tot.Punti/Voti 117           | La Superba Tot.Punti/Voti 113                | Rex Hotel Residence Tot.Punti/Voti 97                          |
| 3  | Lago di Bolsena            | Miglior hotel del lago di Bolsena                                    | 22 settembre 2024 | Agriturismo Borgo di Campagna Il Tesoro Tot.Punti/Voti 138 | Le Perseidi Bubble Glamping Tot.Punti/Voti 131     | Lako Hostel Tot.Punti/Voti 122               | Bio Agriturismo Olistico Valle dei Calanchi Tot.Punti/Voti 119 |
| 4  | Napoli                     | 4 hotel differenti per tipologia - miglior B&B della città           | 29 settembre 2024 | The Dante House by House in Naples Tot.Punti/Voti 123      | La Gatta Cenerentola Tot.Punti/Voti 120            | Gentile Suite & Spa Tot.Punti/Voti 117       | City Soul Tot.Punti/Voti 116                                   |
| 5  | Riviera del Brenta         | Migliore villa tradizionale dei nobili veneziani                     | 6 ottobre 2024    | Magia del Brenta Tot.Punti/Voti 120                        | Isola di Caprera Tot.Punti/Voti 117                | Antica Corte Marchesini Tot.Punti/Voti 116   | Villa Martin Tot.Punti/Voti 113                                |
| 6  | Cagliari                   | Miglior hotel della città                                            | 13 ottobre 2024   | Aristeo Tot.Punti/Voti 130                                 | Villa Fanny Tot.Punti/Voti 128                     | Neko Boutique Hotel Tot.Punti/Voti 115       | L'Ambasciata Hotel de Charme Tot.Punti/Voti 110                |
| 7  | Valdobbiadene e Conegliano | 4 hotel agricoli tra le colline e i vigneti - Miglior hotel agricolo | 20 ottobre 2024   | Roggia Dei Cedri Tot.Punti/Voti 127                        | Azienda Agrituristica Calronche Tot.Punti/Voti 126 | Agriturismo La Dolza Tot.Punti/Voti 117      | Relais Althea Tot.Punti/Voti 112                               |
| 8  | Trentino                   | Miglior hotel per coppie romantiche del Trentino                     | 27 ottobre 2024   | La Roccia Wellness Tot.Punti/Voti 129                      | Garden Tot.Punti/Voti 123                          | X Alp Tot.Punti/Voti 122                     | Locanda Degli Artisti Art Tot.Punti/Voti 117                   |